# Лютневий патент
Лютневий патент (нім. Februarpatent) — конституційний акт імператора Австрійської імперії Франца-Йосифа I, опублікований 26 лютого 1861 року, замість прийнятого 20 жовтня 1860 року (Жовтневий диплом).
Відповідно до Лютневого патенту, Райхсрат нарешті стає істинним парламентом для всієї імперії, кайзер же володів правом «вето». Тоді ж Райхсрат стає двопалатним. Райхсрат обговорював ті проблеми й закони, які виходили за рамки компетенції місцевих ландтагів.

## Виборча сеймова ординація для Галичини
Додаток до цісарського патенту спільно з Крайовим статутом Галичини регламентував засади й процедуру виборів до Галицького крайового сейму. Виборча сеймова ординація визначала коло осіб, які мали право голосу на виборах до сейму. Критерієм визначення був податковий ценз. У 1-й курії право голосу мали власники табулярного майна, які сплачували не менше 100 золотих ринських реального податку на рік, у 2-й та 3-й – перші 2/3 осіб зі списку громадян, що володіють виборчим правом за громадянським законом 1849 і розташовані у списку відповідно до розміру сплачуваного ними податку. Загалом у країні право голосу належало близько 10 % населення. Обраними до сейму могли бути австрійські піддані, які досягли 30-річного віку і мали політичні права. У 4-й курії, що охоплювала більшу частину українського населення, вибори були двоступеневими, а голосування – усним та відкритим. Ординація встановлювала виборчі округи для всіх курій, число послів (депутатів) від кожної з них, порядок виборів з моменту оголошення виборчої кампанії до затвердження результатів виборів у сеймі. Законодавство не запобігало численним зловживанням на виборах, які істотно впливали на склад Галицького крайового сейму, здебільшого на користь польських консерваторів. Під час сеймової угоди 1914 було ухвалено нову виборчу ординацію.